# کرت وانه‌گت
کِرْت وانه‌گت جونیور (به انگلیسی: Kurt Vonnegut, Jr) (تلفظ: /kərt vɒnəgət/)،‏ نویسندهٔ آمریکایی بود. آثار او غالباً ترکیبی از طنزی سیاه و مایه‌های علمی‌تخیلی است که از میان آن‌ها گهوارهٔ گربه (۱۹۶۳)، سلاخ‌خانهٔ شمارهٔ پنج (۱۹۶۹) و صبحانهٔ قهرمانان (۱۹۷۳) بیشتر ستایش شده‌اند. در سال ۱۹۹۹، سیارک ۲۵۳۹۹ را به بزرگداشت او وانه‌گت نامیدند.

## زندگی
کرت وانه‌گت در شهر ایندیاناپولیس در ایالت ایندیانا به دنیا آمد. پس از آن که در رشتهٔ زیست‌شیمی از دانشگاه کورنل فارغ‌التحصیل شد، در ارتش نام‌نویسی کرد و برای نبرد در جنگ جهانی دوم به اروپا اعزام شد. او خیلی زود به دست نیروهای آلمانی اسیر و در درسدن زندانی شد و در نتیجه شاهد بمباران این شهر توسط بمب‌افکنهای متفقین بود که بیش از صد و سی و پنج هزار نفر کشته به جا گذاشت. پس از پایان جنگ و بازگشت به ایالات متحدهٔ آمریکا، در دانشگاه شیکاگو، ایلینوی به تحصیل مردم‌شناسی پرداخت. پایان‌نامهٔ کارشناسی ارشد او در این دانشگاه مردود اعلام شد، اما خودش این پایان‌نامه را بهترین دستاوردش برای فرهنگش می‌داند.
سپس به عنوان تبلیغات‌چی برای شرکت جنرال الکتریک مشغول به کار شد، تا سال ۱۹۵۱ که با نهایی شدن انتشار اولین کتابش، پیانوی خودنواز، این کار را ترک کرد و تمام‌وقت مشغول نویسندگی شد.
وی در طول زندگی خود چندین بار اقدام به خودکشی کرد که هیچ‌کدام موفقیت‌آمیز نبود. وی علت خودکشی‌های خود را وقایع بمباران درسدن در جنگ جهانی دوم عنوان کرده‌است.

## درگذشت
کرت وانه‌گت در روز ۱۱ آوریل ۲۰۰۷، در سن هشتاد و چهار سالگی در منزل شخصی خود درگذشت. علت مرگ وی صدمه مغزی ناشی از سقوط اعلام شد.

## گزیده آثار

### رمان‌ها
- پیانوی خودنواز (۱۹۵۲)
- سیرن‌های تایتان (۱۹۵۹)
- شب مادر (۱۹۶۱)
- گهوارهٔ گربه (۱۹۶۳)
- خدا شما را حفظ کند، آقای رزواتر (۱۹۶۵)
- سلاخ‌خانهٔ شمارهٔ پنج (۱۹۶۹)
- صبحانهٔ قهرمانان (۱۹۷۳)
- اسلپ‌استیک (۱۹۷۶)
- محبوس (۱۹۷۹)
- مجمع‌الجزایر گالاپاگوس (۱۹۸۵)
- ریش آبی (۱۹۸۷)
- زمان لرزه (۱۹۹۷)

### مجموعه مقالات
- مردی بدون وطن (۲۰۰۵)

### مجموعه داستان‌ها
- قناری در خانه گربه (۱۹۶۱)
- به خانه میمون خوش آمدید (۱۹۶۷)
- انفیه‌دان باگومبو (۱۹۹۹)
- خدا حفظتان کند دکتر که وارکیان (۱۹۹۹)
- جوجو را نیگا (۲۰۰۹)

### نمایش‌نامه‌ها
- تولدت مبارک وندا جون (۱۹۷۱)